# Печенгский монастырь
Свя́то-Трои́цкий Три́фонов Пе́ченгский монасты́рь (иногда Пе́ченгский-Тро́ицкий-Три́фонов монасты́рь) — мужской монастырь Русской православной церкви в посёлке Луостари Печенгского района Мурманской области. Долгое время был самым северным монастырём мира. Старейший монастырь на Кольском полуострове.

## История
Основан в 1533 году преподобным Трифоном Печенгским, на месте, где река Мана (современное название Нама-Йоки) впадает в Печенгу. В 1548 году, после вынужденного ухода Трифона из монастыря, братия самовольно перенесла монастырь ближе к устью Печенги, в место удобное для промысла и торговли.
В декабре 1589 года монастырь подвергся нападению финского отряда, подданных шведского короля. Финны перебили всех находившихся в монастыре, после чего сожгли обитель. После этого монастырь был переведён на территорию Кольского острога, к церкви Благовещенья Пресвятой Богородицы.
После пожара в 1619 году монастырь вновь был перенесён на новое место, за реку Кола. Была построена соборная церковь во имя святых апостолов Петра и Павла. Однако в 1765 году монастырь указом императрицы Екатерины II был упразднён.
В 1886 году указом Святейшего Синода монастырь был возобновлён в устье Печенги, на месте гибели печенгских мучеников. Начало возобновлению монашеской жизни в обители положил архимандрит Мелетий (Шергин), будущий настоятель Соловецкого монастыря. На месте кончины преподобного Трифона и был обустроен Сретенский скит. Старый храм Сретения Господня, построенный в 1707 году, был к началу XX века обновлен и отремонтирован. Через 10 лет, в 1896 году, в скиту был построен новый трехпрестольный каменный храм в честь Сретения Господня, Успения Божией Матери и преподобных Зосимы и Савватия.
Первоначально обитель была приписана к Соловецкомй монастырю, но 7 апреля 1915 года она была возведена в ранг самостоятельной ставропигиальной второклассной.
После Октябрьской революции, в конце 1920 года, монастырь был разорён.
Эвакуированная во время советско-финской войны в Финляндию монашеская община монастыря вошла в состав Ново-Валаамского братства, а настоятель игумен Паисий (Рябов) попал в руки советских спецслужб и 28 декабря 1940 года был расстрелян. 30 января 1984 года, в Финляндии, в возрасте 110 лет, скончался последний из печенгских монахов — отец Акакий (Кузнецов).

## Восстановление
Русская православная церковь объявила о возобновлении деятельности монастыря в 1997 году. В монастыре хранятся мощи 116 мучеников, погибших при разорении монастыря в 1589 году. В Мурманске действует монастырское подворье (с 2008 года).
В ноябре 2007 года власти Печенгского района Мурманской области приняли постановление о передаче Трифонов-Печенгскому монастырю исторически принадлежащих ему земель в районе посёлка Луостари, где находилась могила преподобного Трифона Печенгского. Кроме того, там были похоронены мученики Иона и Герман, первыми пострадавшие от меча разбойников при разорении монастыря в XVI веке.
1 декабря 2007 года в монастыре случился пожар. Полностью сгорел главный храм обители. Решено было восстановить монастырь в том виде, какой он имел в начале XX века на месте его первоначального расположения, в посёлке Луостари, Печенгского района, Мурманской области.
Храм освящён в декабре 2012 года в честь Живоначальной Троицы. К настоящему моменту были заново отстроены практически все здания.